# Сан Николо (Месина)
Сан Николо је насеље у Италији у округу Месина, региону Сицилија.
Према процени из 2011. у насељу је живело 219 становника. Насеље се налази на надморској висини од 708 м.